# 新烏斯佩尼夫斯凱
47°44′17″N 36°23′27″E / 47.73806°N 36.39083°E
新烏斯佩尼夫斯凱（烏克蘭語：Новоуспенівське）是位於烏克蘭東南部的村莊，由扎波羅熱州波洛希區的胡利亚伊波莱市镇負責管轄。該村面積0.31平方公里，海拔高度135米，2001年人口55，人口密度每平方公里177.4人。